# Théorie des modes couplés
La théorie des modes couplés (TMC ou en anglais CMT pour Coupled mode theory) est une approche perturbative permettant d'analyser le couplage de systèmes en  vibrations (mécaniques, optiques, électriques, etc.) dans l'espace ou dans le temps. La théorie des modes couplés permet de modéliser un grand nombre de dispositifs et de systèmes sous la forme d'un ou plusieurs résonateurs couplés. En optique, ces systèmes comprennent les cavités laser, les plaques de  cristaux photonique, les  métamatériaux et les Résonateurs à anneau optiques (en).

## Histoire
La théorie des modes couplés est apparue pour la première fois dans les années 1950 dans les travaux de Miller sur les lignes de transmission micro-ondes, de Pierce sur les  faisceau d'électrons, et de Gould sur les Oscillation d'ondes régressives (en). Ceci a mis en place les fondements mathématiques de la formulation moderne exprimée par H. A. Haus et al. Pour les guides d'ondes optiques,.
À la fin des années 1990 et au début des années 2000, le domaine de la nanophotonique a ravivé l'intérêt pour la théorie des modes couplés. La théorie des modes couplés a été utilisée pour rendre compte de l'effet Fano dans les plaques à cristaux photoniques et a également été modifié pour tenir compte des résonateurs optiques avec des modes non orthogonaux.

## Vue d'ensemble
Les systèmes oscillatoires auxquels s'applique la théorie des modes couplés sont décrits par des équations différentielles partielles du second ordre (par exemple une masse sur un ressort, un circuit RLC). TMC permet d'exprimer l'équation différentielle du second ordre sous la forme d'une ou de plusieurs équations différentielles du premier ordre non couplées. Les hypothèses suivantes sont généralement faites avec CMT:
- Linéarité
- Symétrie d'inversion du temps
- Invariance du temps
- Couplage de mode faible (petite perturbation des modes non couplés)
- Conservation de l'énergie

## Formulation
La formulation de la théorie des modes couplés repose sur le développement en modes de la solution à un problème électromagnétique. La plupart du temps, ce sont les modes propres qui sont utilisés afin de former une base complète. Le choix de la base et l'adoption de certaines hypothèses telles que l'approximation parabolique diffèrent d'une formulation à l'autre.
La classification proposée par Barybin de la formulation différente est la suivante:
1. Le choix de l'équation différentielle de départ. certaines des théories de mode couplé sont directement dérivées des équations différentielles de Maxwell[9],[10] (ici) bien que d'autres utilisent des simplifications afin d'obtenir une équation de Helmholtz.
2. Le choix du principe pour dériver les équations de la CMT. Le théorème de réciprocité[9],[10] ou le principe variationnel ont été utilisés.
3. Le choix du produit d'orthogonalité utilisé pour établir la base en mode propre. Certaines références utilisent la forme non conjuguée[9] et d’autres la forme complexe conjuguée[10].
4. Enfin, le choix de la forme de l'équation, vectoriel[9],[10] ou scalaire.

Lorsque n modes d'une onde électromagnétique se propagent à travers un support dans la direction z sans perte, la puissance transportée par chaque mode est décrite par une puissance modale Pm. À une fréquence donnée ω.
{\displaystyle P^{\omega }(z)=\sum _{m}^{n}P_{m}^{\omega }(z)={\frac {1}{4}}\sum _{m}^{n}N_{m}^{\omega }\left|a_{m}^{\omega }(z)\right|^{2}\,\!}
Où Nm est la norme du mième mode et am est l'amplitude modale.